# Georg Kloss
Georg Franz Burkhard Kloss (Francoforte sul Meno, 31 luglio 1787 – Francoforte sul Meno, 10 febbraio 1854) è stato uno storico e medico tedesco.

## Biografia
Figlio di un medico; studiò medicina a Heidelberg e a Gottinga, dove divenne uno dei co-fondatori del Corps Hannovera Göttingen. Fu un collezionista di libri e raccolse una collezione di vecchi manoscritti provenienti dalle biblioteche dei monasteri.
Massone, ha scritto delle storie della Massoneria e la sua vasta biblioteca di opere massoniche si trova a L'Aia, al Cultureel Maçonniek Centrum 'Prins Frederik'.

## Opere
- Bibliographie der Freimaurerei (1844)
- Freimaurerei in ihrer wahren Bedeutung aus den alten und ächten Urkunden (1855)
- Geschichte der Freimaurerei in England, Irland und Schottland (1848)
- Geschichte der Freimaurerei in Frankreich (1852–53).